# Roggia Serio Grande
La roggia Serio Grande (Seriöla in dialetto bergamasco) è un canale artificiale lungo circa 20 km, derivato dal fiume Serio, che percorre la provincia di Bergamo.

## Storia

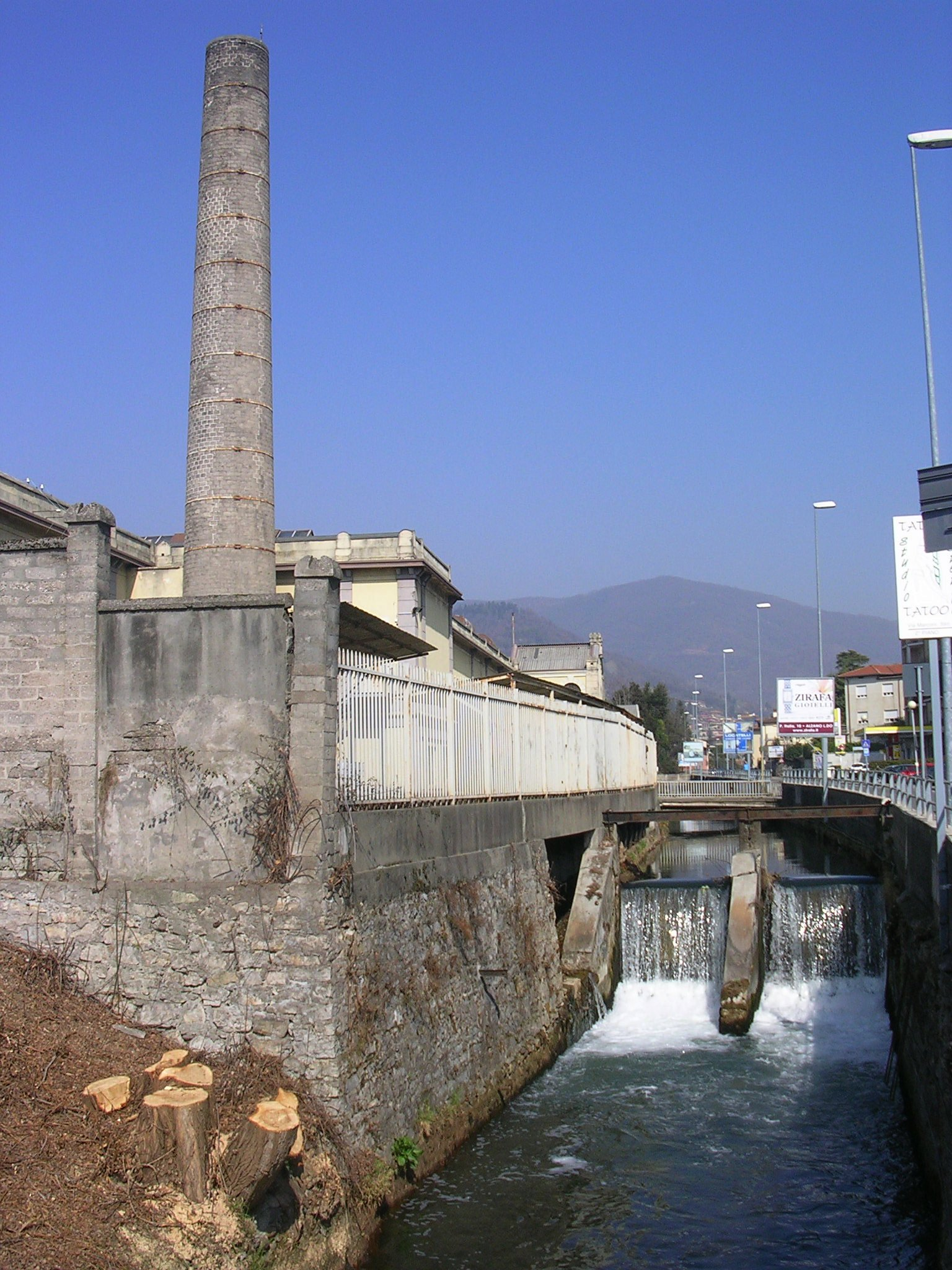
La Roggia Serio Grande a fianco degli stabilimenti Zopfi a Ranica

La Roggia Serio Grande ha origini antichissime, che risalgono alla fine del XII secolo.
In quel periodo, in cui la zona era dilaniata dalle lotte tra i Comuni della Lega Lombarda e l'impero di Federico Barbarossa, venne stipulata la Pace di Costanza, trattato con il quale l'imperatore riconosceva la Lega Lombarda e dava ai Comuni che la componevano concessioni in ambito amministrativo, politico e giudiziario, regalie comprese, tra le quali vi era anche la gestione e lo sfruttamento dei corsi d'acqua.
A tal riguardo la città di Bergamo avvertì l'esigenza di dotarsi di un sistema irriguo che potesse soddisfare le esigenze dei propri possedimenti nelle campagne circostanti.
Scartata l'ipotesi di attingere dal corso del fiume Brembo, il cui andamento risultava essere troppo impetuoso, irregolare nella portata annua, con alvei scoscesi ed un fondovalle impervio, si optò per la costruzione di un canale artificiale che prelevasse le acque dal Serio, fiume dal carattere meno torrentizio ed inserito in una valle più aperta.
Per la progettazione e realizzazione dell'opera vennero incaricati Armanno Ravazelle, Bariano da Manervio ed il bergamasco Alberto Pitentino, già noto per i lavori di regolazione del fiume Mincio attorno alla città di Mantova.
I lavori ebbero inizio nel 1193 e si conclusero nei primi anni del XIII secolo: è documentato difatti che nel 1202 erano presenti cantieri per la realizzazione del canale presso Ranica, Redona e Longuelo, mentre un atto risalente al 1219 indica che in tale anno i lavori erano ormai terminati.

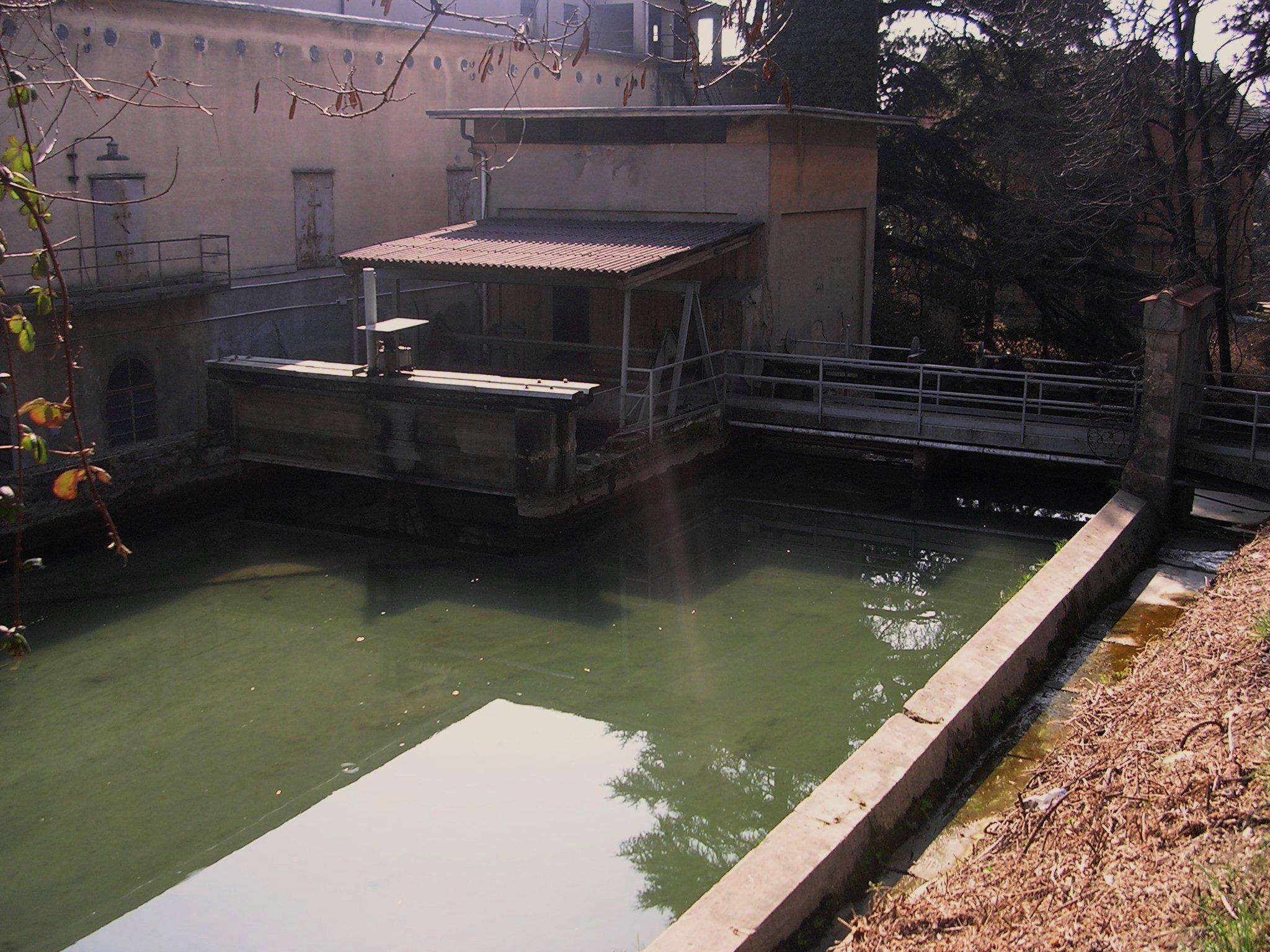
Presso lo sbarramento della manifattura Crespi (Nembro)

Si presume tuttavia che nelle zone della pianura attualmente servite dalla roggia vi fosse un sistema irriguo ben definito molto prima della costruzione della stessa. Di questo sistema, su cui si innestò in seguito la Roggia Serio Grande, si fa menzione nei Codici Longobardi quando si accenna a terreni irrigati con acque derivate da fiumi presso i Prati al Brembo, dove attualmente si sviluppa l'ultimo tratto della Coda di Serio Grande. Non è inoltre escluso che queste "Seriole" possano risalire ad un'epoca precedente, come ipotizzato in alcuni testi, fors'anche all'ultima fase della dominazione romana.
Altri documenti antecedenti l'anno mille citano la presenza di canali artificiali, dei quali si conosce poco o nulla, presso Mariano di Dalmine (anno 909), Santa Maria di Oleno (910) e Sabbio (954).
Inizialmente le bocche di presa del canale, indicato in documenti dell'epoca come Fossatum civitatis Pergomi, vennero collocate in località San Faustino, nella zona nord del paese di Nembro, in val Seriana ma successivamente, a causa di un grave dissesto idrogeologico causato da una piena del fiume Serio che alterò il corso dello stesso, vennero spostate più a nord, presso il ponte romanico di Albino.
Nel 1223 la gestione e l'amministrazione del manufatto passò dal comune di Bergamo ad un consorzio di proprietari, che ancora oggi ne detiene la proprietà con il nome di "Consorzio di Bonifica della Media Pianura Bergamasca".
A dimostrazione dell'importanza che il canale ricopriva, nel 1344 venne deciso un aumento della volumetria, ingrandendo di conseguenza le bocche di presa.
Con l'avvento della Repubblica di Venezia, nel corso del XV secolo vennero edificate le muraine, piccola cerchia muraria che fungeva da confine daziario. Queste seguivano in buona parte il tracciato della roggia che fungeva quindi anche da fossato, in quelle che oggi sono le centralissime vie Camozzi, Tiraboschi e Zambonate.
Per i secoli successivi la Roggia Serio Grande venne utilizzata prevalentemente per fini irrigui fino a quando, a partire dal termine del XIX secolo, cominciarono a sorgere le prime industrie. Queste vennero edificate lungo il corso dello stesso canale al fine di sfruttarne la potenza idrica utile a far funzionare i macchinari di opifici ed industrie tra cui Italcementi, Zopfi, Pigna, Crespi ed altre: di conseguenza l'importanza della roggia crebbe notevolmente, contribuendo al boom economico della valle.

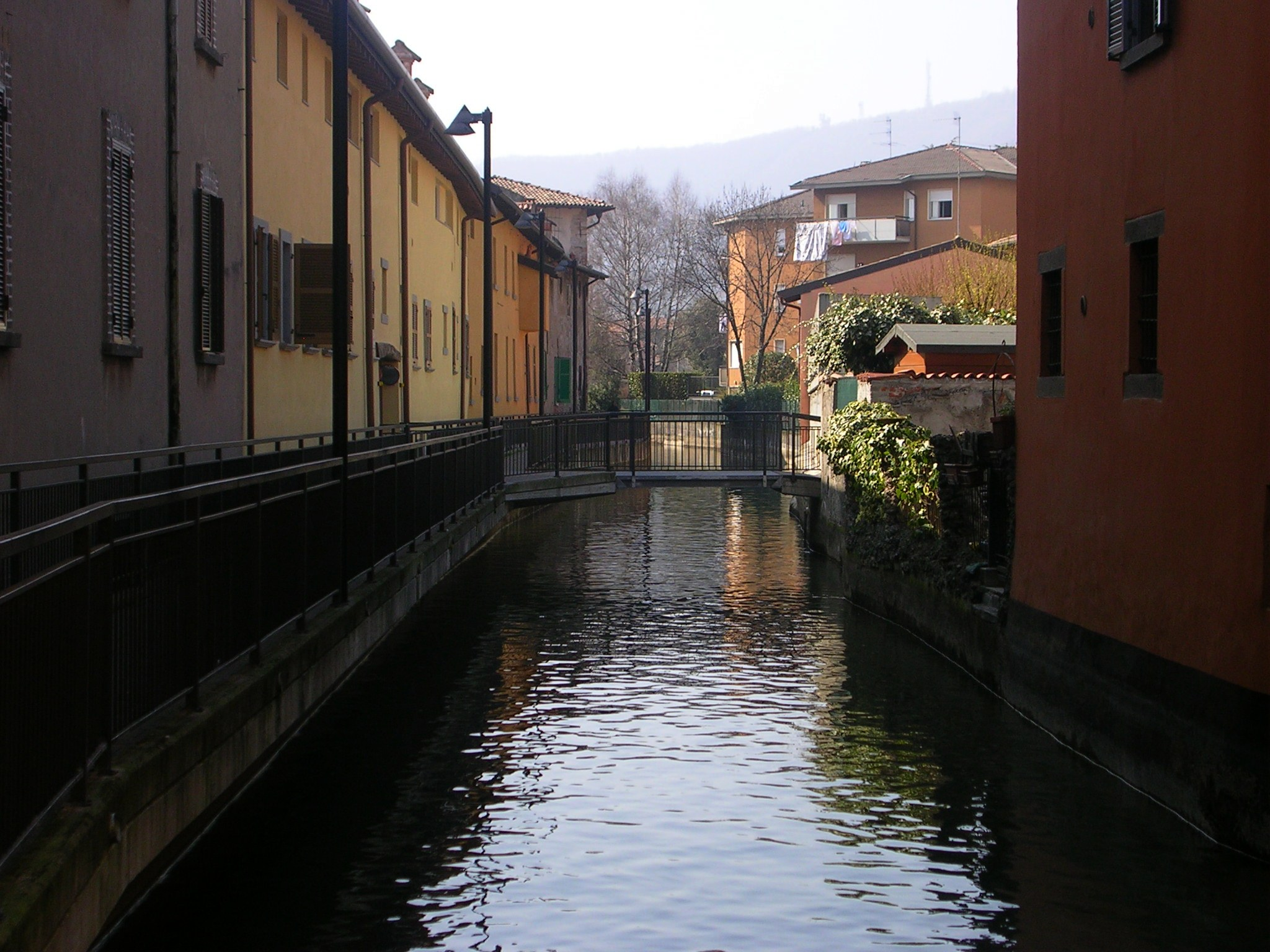
La Roggia Serio Grande nel centro di Alzano

Tuttavia nella seconda parte del secolo successivo, la roggia cominciò a perdere d'importanza a causa delle mutate condizioni sociali ed industriali, che la relegarono ad un ruolo marginale.
A partire dai primi anni del XXI secolo, si è sviluppata una nuova coscienza ecologica sia nella popolazione che nelle amministrazioni locali. Questa ha permesso di rivalutare il corso della roggia Serio Grande anche mediante la creazione di una pista ciclo-pedonale, denominata appunto Ciclovia delle rogge che, alternativamente al tracciato principale della più nota Ciclovia della Valle Seriana, costeggia il corso d'acqua artificiale da Nembro a Ranica, tratto incluso inoltre in un Parco locale di interesse sovracomunale denominato NaturalSerio.
La Roggia Serio Grande è tutelata come bene storico-monumentale di diritto pubblico, come ribadito dalla direzione regionale della soprintendenza ai beni culturali, che ha bocciato un progetto che ne prevedeva lo spostamento per far posto alla riqualificazione dell'area industriale Zopfi presso Ranica.

### Il monolite[3]
Nel 1484 venne presa la decisione di creare un'altra roggia, denominata Roggia Nuova, che avrebbe dovuto attingere alla roggia Serio Grande nella zona di Borgo Santa Caterina, in quel tempo chiamata Borgo di Plorzano.
Il meccanismo di presa delle acque prevedeva un imponente manufatto in pietra che, lungo 8,5 metri con una sezione di 77x54 cm ed un peso di 7,8 tonnellate, venne inserito perpendicolarmente al corso della roggia principale. 
Mediante alcuni fori rettangolari (detti "moduli") questo lasciava defluire parte dell'acqua della Roggia Serio Grande, rallentandone il flusso e contemporaneamente facendone innalzare il livello, permettendole di raggiungere la quota da cui lateralmente prendeva vita la roggia Nuova, riuscendo a misurarne la quantità di acqua che defluiva. L'acqua in eccedenza trafilava al di sopra del manufatto, ricongiungendosi con quella passata attraverso i moduli che proseguiva quindi il proprio corso verso la pianura.
Nel 1877 questo sistema fu rinnovato e dotato di paratie che garantivano una migliore gestione dei livelli delle acque.
Nel 2003 il monolite venne rimosso dalla sua posizione per via di problemi causati dalla difficoltà di far defluire le acque in caso di precipitazioni copiose: considerandone l'importanza storica, il comune di Bergamo ed il Consorzio di bonifica della media pianura bergamasca decisero di ricollocarlo nel cittadino Parco Suardi rendendolo una fontana dall'interesse storico-artistico.

## Tracciato

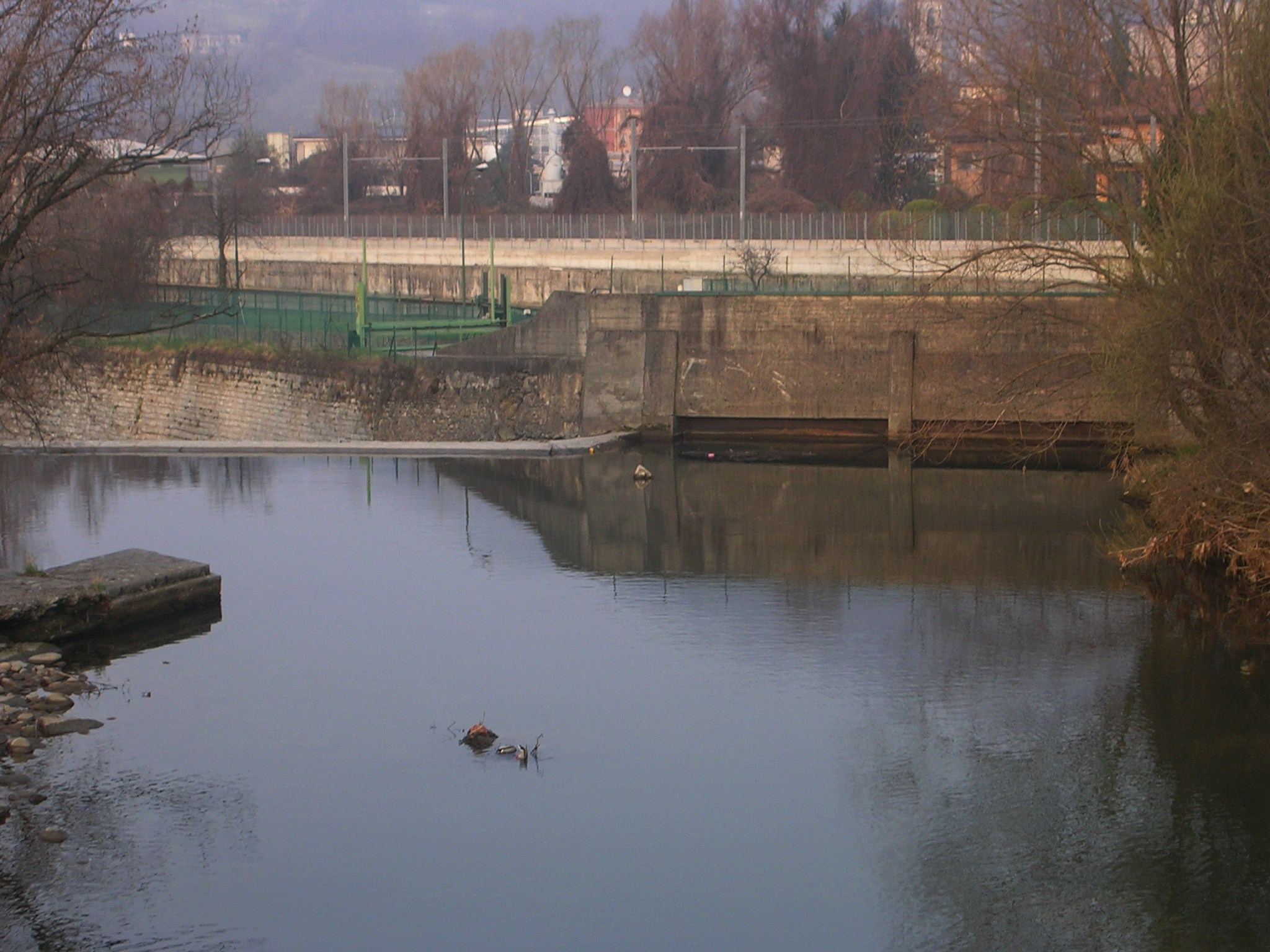
Le bocche di presa presso Albino

### La vasca di carico
La Roggia Serio Grande, così denominata in quanto è il più importante, sia per quanto riguarda la portata che l'aspetto storico, canale artificiale derivato dal Serio, nasce ad Albino, in val Seriana, dallo sbarramento posto nei pressi del ponte romanico che collega il capoluogo seriano con Pradalunga e la Valle del Lujo.
Dopo lo sbarramento le acque del fiume vengono convogliate in una vasca di carico che può ricevere a massimo carico 9 metri cubi di acqua al secondo, quantità non costante considerata l'irregolarità della portata del fiume Serio. 
La vasca, nella quale confluiscono ulteriori 5 m³/s portati dalle rogge Comenduna e Spini-Trabattoni provenienti da nord, alimenta quindi tre canali: la Roggia Serio Grande, la Roggia Morlana e la Roggia Borgogna-Pradalunga.
Difatti in questa zona, ricchissima di insediamenti industriali, numerosi sono i canali artificiali, sia alternativi che derivati dalla Roggia Serio Grande.

### La Roggia Serio Grande

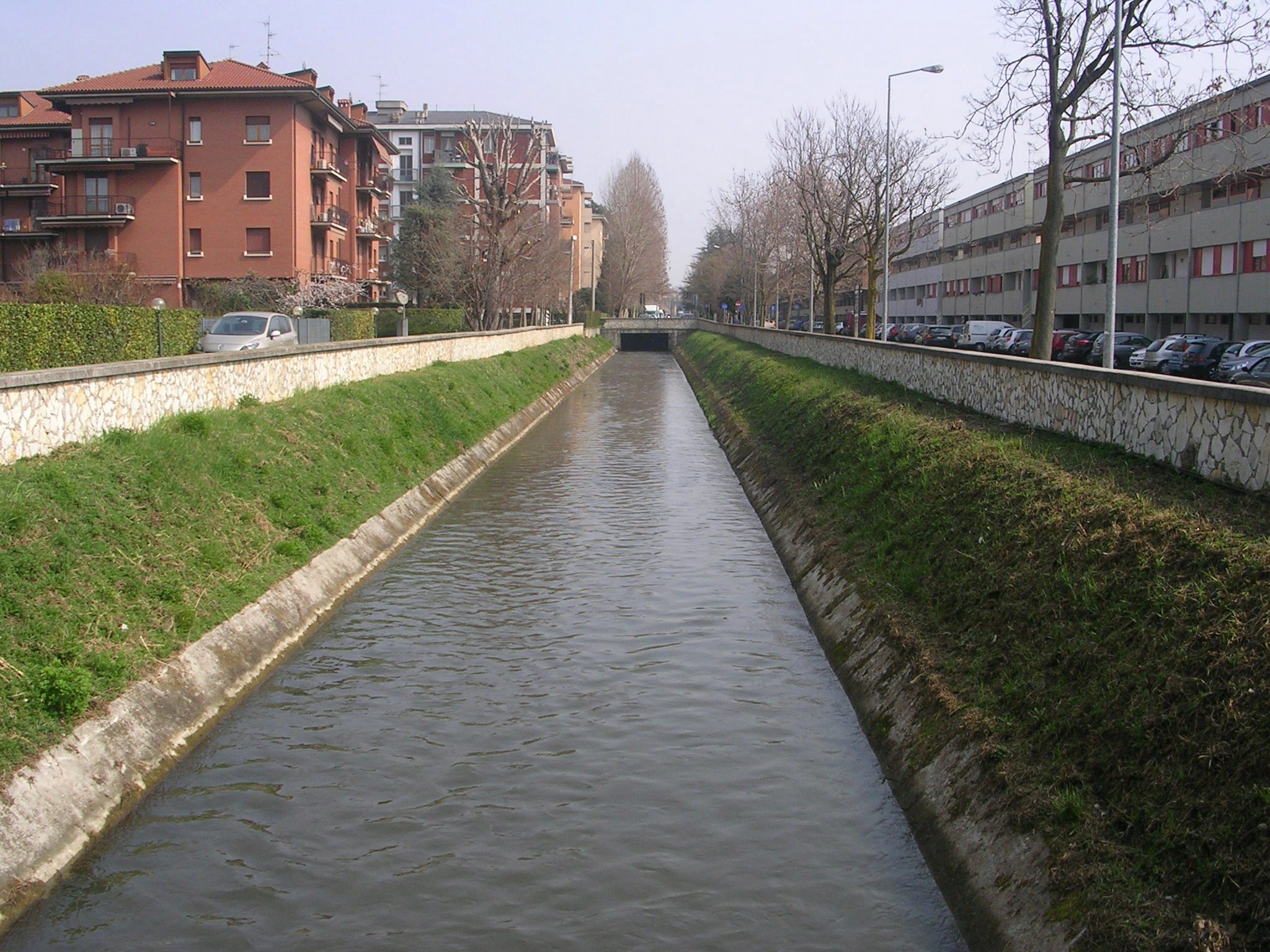
Roggia Serio Grande a Loreto (Bergamo), (via Coghetti); sulla destra, le Case Cooperative

Dopo la vasca di carico, che garantisce una portata massima pari a 4,300 m³/s ed una portata media di 3 m³/s, il canale si sviluppa sulla destra orografica della valle, rimanendo in territorio di Albino per poche centinaia di metri. Poco prima del confine con il comune di Nembro, le sue acque vengono incanalate e sfruttate dall'opificio Honnegger. Dopo aver costeggiato la S.P. 35, incontra un ulteriore sbarramento in località San Faustino (comune di Nembro) dove è presente un polo industriale facente capo all'azienda tessile Crespi.
Supera quindi il torrente Carso e si affianca alla Tranvia della valle Seriana che accompagna per un breve tratto. Scorrendo verso sud raggiunge Viana (frazione di Nembro) e poi Alzano Lombardo, tagliando in due l'abitato da Alzano Sopra a Nese, solcando il borgo presso la chiesa di San Pietro e lambendo il parco Montecchio.

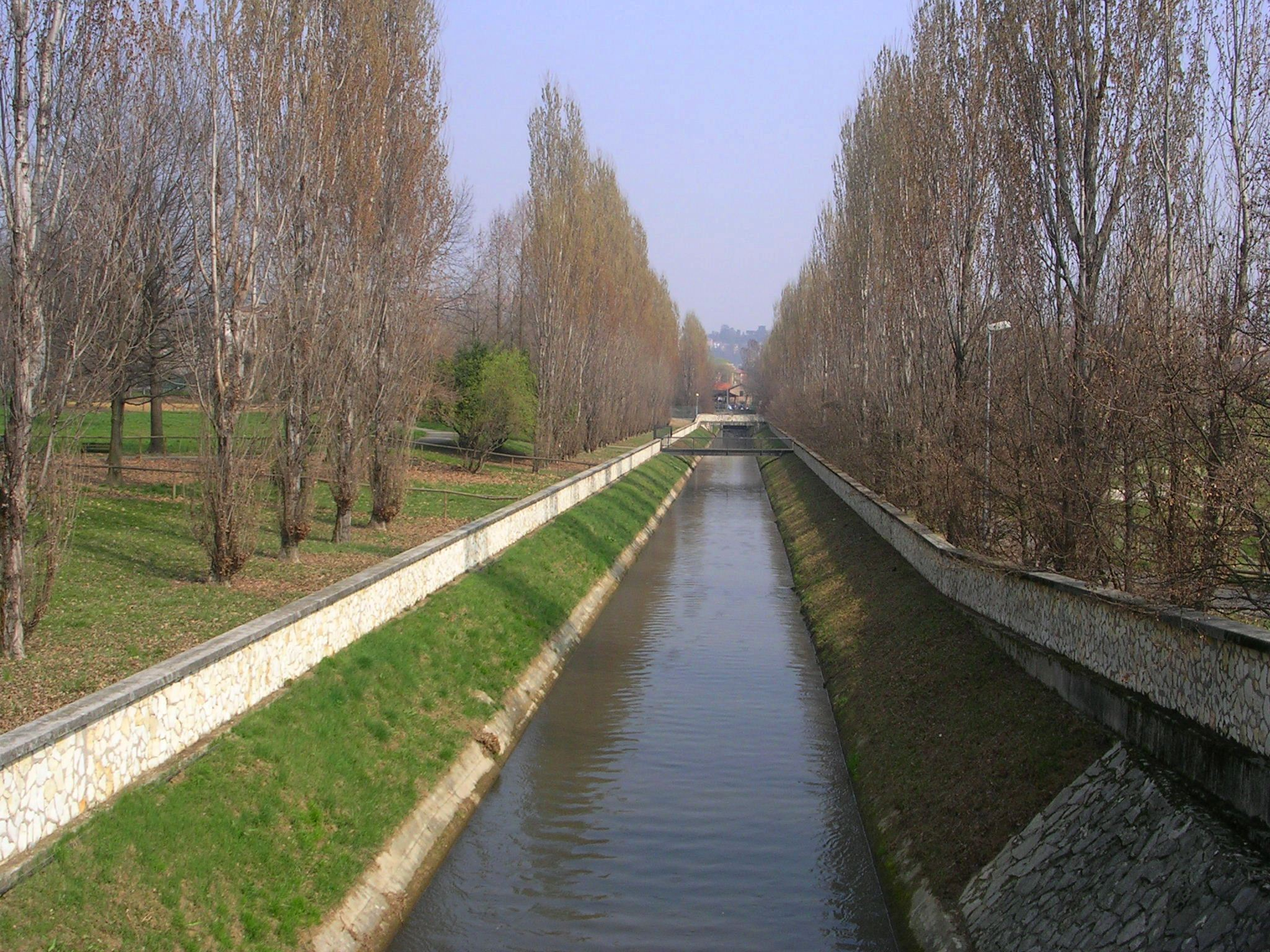
All'uscita dalla città di Bergamo, presso Longuelo

Raggiunge quindi Ranica, dove supera il torrente Nesa e costeggia gli stabilimenti della Zopfi, ora considerati esempi di archeologia industriale, ritornando a correre parallelamente alla vecchia strada provinciale della valle Seriana. Dopo il torrente Gardellone, con cui attua un sistema di scarico per le acque in eccesso, entra in Torre Boldone dove, dopo aver ceduto parte delle proprie acque per formare la roggia Guidana (che ha una portata di circa 0,400 m³/s), il contesto comincia ad assumere l'aspetto altamente urbanizzato della città, che raggiunge tramite il quartiere di Redona. Qui la Roggia Serio Grande scorre tra palazzi e condomini tipici degli hinterland e piccoli agglomerati che mantengono le caratteristiche della città di inizio Novecento, quando in questa zona sul canale prosperavano numerosi mulini.
Approssimandosi al centro della città di Bergamo, raggiunge il quartiere di Borgo Santa Caterina dove, dopo aver formato la roggia Nuova di Zanica ed Azzano, comincia a scorrere sotto il livello stradale e scomparendo alla vista per lunghi tratti. Difatti nel suo percorso cittadino poche sono le tracce che permettono di seguirne il corso: dopo via Corridoni, prosegue nelle centrali via Camozzi, Tiraboschi e Zambonate, apparendo solo per un breve tratto nei pressi delle vie Broseta e Palma il Vecchio.
Dopo essersi lasciato alle spalle il centro cittadino, riprende il suo corso in superficie nei pressi del quartiere di Loreto, per raggiungere poi Longuelo, nella porzione sud-ovest del capoluogo orobico, portandosi poi in località La Trucca, nelle immediate vicinanze del nuovo ospedale cittadino. Da qui supera l'asse interurbano e torna a scorrere in aperta campagna delimitando il confine tra i comuni di Treviolo e Curno.

### L'ultimo tratto e le diramazioni

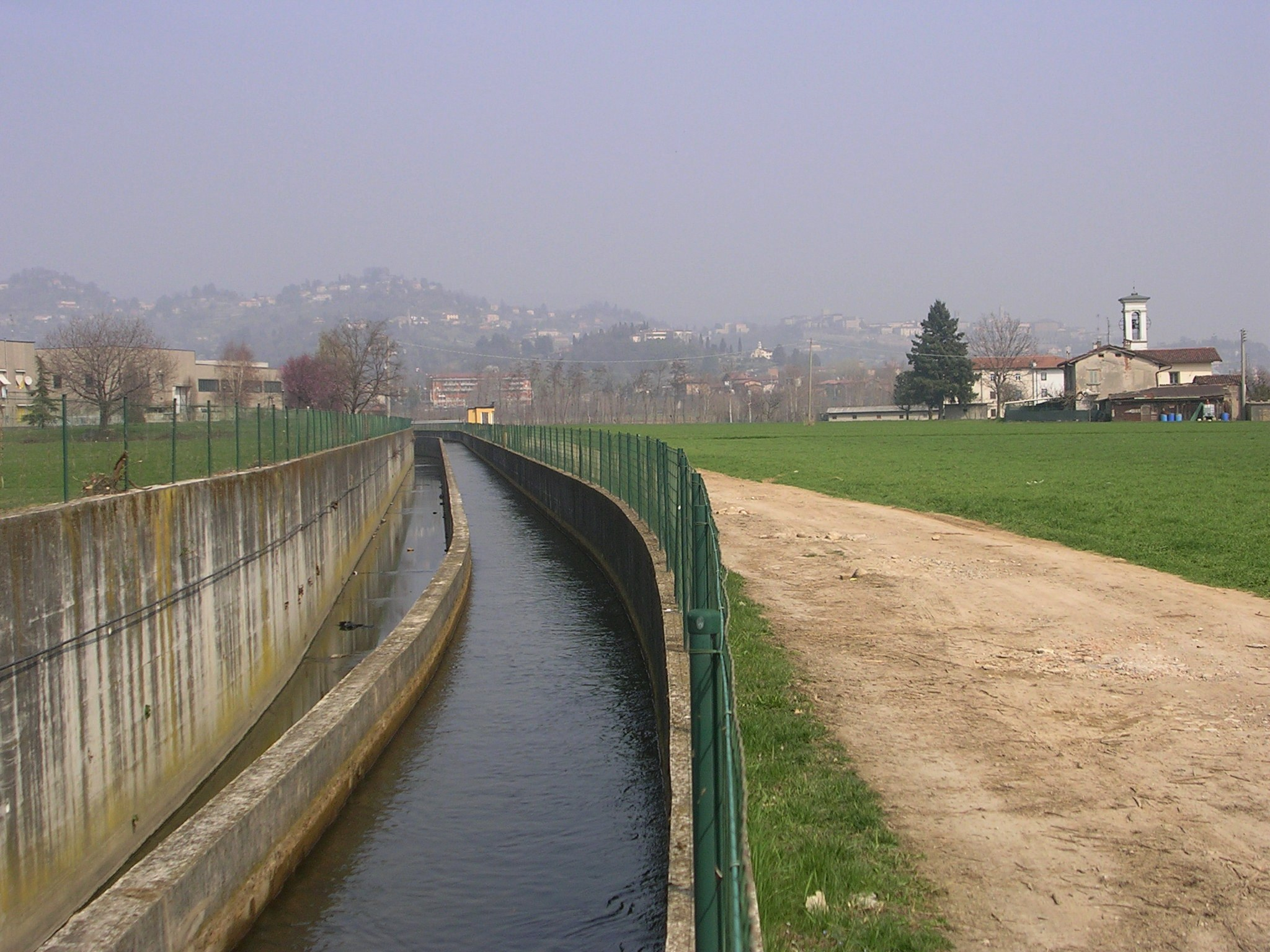
Nella campagna tra Curno e Treviolo

Una volta raggiunto il comune di Treviolo fornisce le acque alla roggia Verdellina, lambisce gli abitati delle frazioni Curnasco ed Albegno e quindi, dopo una ventina di chilometri, si dirama in due tronchi secondari: il primo, denominato Coda di Roggia Serio Grande è la continuazione della principale che, con una portata di circa 1.400 litri al secondo, mantiene un andamento verso ovest suddividendosi in numumerosi canali minori che servono le campagne di Albegno di Treviolo, Sforzatica Sant'Andrea e Mariano al Brembo di Dalmine, scaricando eventuali eccedenze nel fiume Brembo.
Il secondo ramo, che ha una portata pari a 600 litri al secondo, è invece chiamato Roggia Serio Piccolo e svolta verso sud-ovest dividendosi in ulteriori piccoli corsi d'acqua che bagnano i campi di Brembo, Sforzatica Santa Maria, Mariano al Brembo, Osio Sopra ed Osio Sotto, congiungendosi infine con le acque della Roggia Colleonesca e disperdendosi nei campi limitrofi.
In totale si stima che la roggia, unita a tutte le sue derivazioni (considerando anche le rogge Oriolo, Piuggia, Mina Benaglia e Colleonesca di Osio, talvolta considerate riferibili all'asta del torrente Morletta), permetta di soddisfare le esigenze irrigue di 3.450 ettari di campi coltivati.